# Les Brûlés
Pour plus de détails, voir Fiche technique et Distribution.
Les Brûlés est un film en noir et blanc de l’ONF réalisé par Bernard Devlin en 1959 à partir de la mini-série de huit épisodes réalisée pour la télévision de Radio-Canada et diffusée à compter du 15 novembre 1957. Le film est tiré du récit de Hervé Biron : Nuages sur les brûlés. Le film a été traduit en anglais sous le titre : The Promised Land.

## Synopsis
En 1933, un groupe de colons vient en Abitibi pour y défricher la terre et y fonder une paroisse. Le chansonnier Félix Leclerc est présent, en chanson, à chaque moment dramatique de l’intrigue. Pendant trois ans de labeurs, les colons vont prendre la mesure de la solidarité communautaire essentielle à leur survie face aux règles de la colonisation, avec les plans de construction à tirer et les conseils sur la façon de cultiver. Dans les relations sociales naissantes, avec l’implication du curé, ils vont être confrontés à des problèmes comme l’alcoolisme, l’endettement, les prêts usuraires et l’analphabétisme. Dans leurs loisirs, la chanson, la danse et le folklore québécois auront une grande place.

## Fiche technique
- Réalisation : Bernard Devlin
- Production : Léonard Forest, Victor Jobin
- Scénario : Bernard Devlin
- Photographie : Georges Dufaux
- Montage : Raymond Le Boursier

## Distribution
- Rolland Bédard : Andoine Plante
- Georges Bouvier
- Hervé Brousseau
- René Caron : Phonse Lajoie (agronome)
- Roland D'Amour : Ulric Simard
- Serge Deyglun
- Paul Desmarteaux
- Nana de Varennes
- Camille Ducharme : L’abbé Armand
- Pierre Dufresne : Freddy Lacourse
- J. Léo Gagnon
- Elisa Gareau
- Lucille Gauthier : Armande Hamelin
- Jean Lajeunesse : Le curé Alphonse Roche
- Félix Leclerc : François Latulippe
- Ovila Légaré
- Yvon Leroux : Le buveur
- Lucie Mitchell : Bernadette Hamelin
- Henri Poulin
- Raymond Poulin
- Georges Toupin
- Michel Tranchemontagne
- Lucien Watier